# Pseudomystus mahakamensis
Pseudomystus mahakamensis és una espècie de peix de la família dels bàgrids i de l'ordre dels siluriformes. Es troba a Sumatra i a l'est de Borneo. Els mascles poden assolir els 10 cm de longitud total.